# Mejrup GU
Mejrup Gymnastik og Ungdomsforening eller Mejrup GU er en dansk idrætsforening, hjemhørende i Mejrup. Foreningen blev grundlagt i 1921, men blev grundlagt under sit nuværende navn den 1. november 1966.

## Fodbold
Klubbens bedste fodboldhold på herresiden spillede i 2017-18 i Jyllandsserien.